# Palmarès del Futbol Club Barcelona (hockey su pista)
Il Futbol Club Barcelona nella sua storia ha vinto in ambito nazionale trentatre campionati nazionali, venticinque Coppe del Re e dodici Supercoppa nazionale; in ambito internazionale vanta ventidue Euroleghe, una Coppa delle Coppe, una Coppa CERS/WSE, diciotto Coppa Continentale e sei Coppa Intercontinentale per un totale di centodiciotto titoli ufficiali che ne fanno il club di hockey su pista più titolato al mondo.

## Competizioni ufficiali

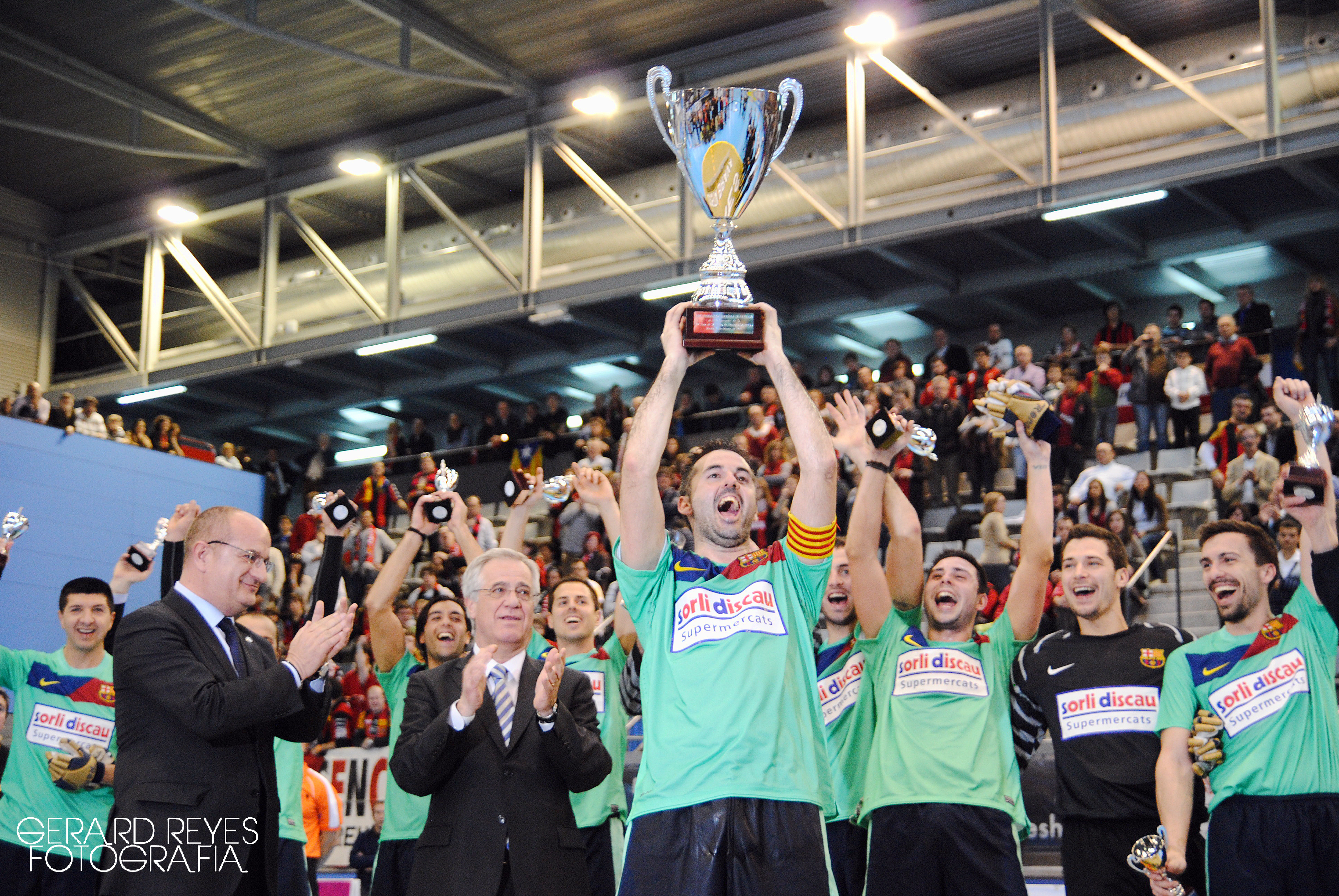
FC Barcelona hóckey.

118 trofei

### Competizioni nazionali
70 trofei
- Campionato spagnolo: 32 (record)

1973-1974, 1976-1977, 1977-1978, 1978-1979, 1979-1980, 1980-1981, 1981-1982, 1983-1984, 1984-1985, 1995-1996, 1997-1998, 1998-1999, 1999-2000, 2000-2001, 2001-2002, 2002-2003, 2003-2004, 2004-2005, 2005-2006, 2006-2007, 2007-2008, 2008-2009, 2009-2010, 2011-2012, 2013-2014, 2014-2015, 2015-2016, 2016-2017, 2017-2018, 2018-2019, 2019-2020, 2020-2021, 2022-2023
- Coppa del Re: 25 (record)

1953, 1958, 1963, 1972, 1975, 1978, 1979, 1981, 1985, 1986, 1987, 1994, 2000, 2002, 2003, 2005, 2007, 2011, 2012, 2016, 2017, 2018, 2019, 2022, 2023
- Supercoppa di Spagna: 12 (record)

2004, 2005, 2007, 2008, 2011, 2012, 2013, 2014, 2015, 2017, 2020, 2022

### Competizioni internazionali
48 trofei
- CERH European League: 22 (record)

1972-1973, 1973-1974, 1977-1978, 1978-1979, 1979-1980, 1980-1981, 1981-1982, 1982-1983, 1983-1984, 1984-1985, 1996-1997, 1999-2000, 2000-2001, 2001-2002, 2003-2004, 2004-2005, 2006-2007, 2007-2008, 2009-2010, 2013-2014, 2014-2015, 2017-2018
- Coppa delle Coppe: 1

1986-1987
- Coppa CERS/WSE: 1

2005-2006
- Supercoppa d'Europa/Coppa Continentale: 18 (record)

1980-1981, 1981-1982, 1982-1983, 1983-1984, 1984-1985, 1985-1986, 1997-1998, 2000-2001, 2001-2002, 2002-2003, 2004-2005, 2005-2006, 2006-2007, 2007-2008, 2008-2009, 2010-2011, 2015-2016, 2018-2019
- Coppa Intercontinentale: 6 (record)

1983, 1998, 2006, 2008, 2014, 2018

## Altri piazzamenti

### Competizioni nazionali
- Campionato spagnolo

2º posto: 1971-1972, 1974-1975, 1982-1983, 1985-1986, 1986-1987, 1993-1994, 1994-1995, 1996-1997, 2012-2013
3º posto: 1975-1976, 1988-1989, 1991-1992, 2010-2011
- Coppa del Re

Finale: 1955, 1956, 1957, 1960, 1969, 1974, 1977, 1980, 1984, 2006, 2009, 2014, 2015, 2021
Semifinale: 1951, 1952, 1954, 1962, 1965, 1983, 1988, 1989, 1992, 1995, 1996, 2004, 2010, 2013
- Supercoppa di Spagna

Finale: 2006, 2010, 2011, 2018, 2019, 2021

### Competizioni internazionali
- Coppa dei Campioni/Champions League/Eurolega

Finale: 1974-1975, 1975-1976, 1995-1996, 2011-2012
Semifinale: 1985-1986, 1997-1998, 1998-1999, 2002-2003, 2012-2013, 2015-2016, 2016-2017, 2018-2019, 2022-2023
- Coppa delle Coppe

Semifinale: 1988-1989
- Coppa CERS/WSE

Finale: 1989-1990
Semifinale: 1992-1993
- Supercoppa d'Europa/Coppa Continentale

Finale: 1987-1988, 2014-2015
- Coppa Intercontinentale

Finale: 1985
- Coppa del Mondo per club

Finale: 2008

## Altre competizioni
- Campionato de Catalunya: 2

1957, 1960
- Lliga catalana: 8

1994-1995, 1995-1996, 1996-1997, 1997-1998, 2018-2019, 2019-2020, 2020-2021, 2021-2022
- Coppa delle Nazioni: 1

1995

## Competizioni non ufficiali
- Torneo Cidade de Vigo: 6

1996, 1997, 2000, 2001, 2004, 2007